# Пеццай, Бруно
Бруно Эдмунд Пеццай (нем. Bruno Edmund Pezzey; 3 февраля 1955, Лаутерах — 31 декабря 1994, Инсбрук) — австрийский футболист, защитник. По мнению Йозефа Хикерсбергера — лучший защитник в истории австрийского футбола после Эрнста Хаппеля.

## Игра за сборную
Первый матч за сборную Австрии Пеццай провёл 7 июня 1975 против Чехословакии (товарищеский матч, 0:0). Последний — 21 августа 1990 против Швейцарии (также товарищеский, 1:3). Участник двух чемпионатов мира: ЧМ-1978, ЧМ-1982. На ЧМ-82 1 июля забил гол в ворота Северной Ирландии (матч второго группового турнира, 2:2). По данным на 2017 год делит с вратарём Фридрихом Концилией 5-6 место по числу матчей, сыгранных за сборную Австрии.

### Голы за сборную
Счета и список результатов. Голы Австрии показываются в первую очередь.
| #  | Дата             | Место проведения | Соперник          | Счёт | Результат | Соревнование      |
| -- | ---------------- | ---------------- | ----------------- | ---- | --------- | ----------------- |
| 1. | 10 ноября 1976   | Кавала           | Греция            | 3-0  | 3-0       | Товарищеский матч |
| 2. | 30 августа 1978  | Осло             | Норвегия          | 1-0  | 2-0       | ОЧЕ-1980          |
| 3. | 20 сентября 1978 | Вена             | Шотландия         | 1-0  | 3-2       | ОЧЕ-1980          |
| 4. | 13 июня 1979     | Вена             | Англия            | 1-0  | 4-3       | Товарищеский матч |
| 5. | 13 июня 1979     | Вена             | Англия            | 4-3  | 4-3       | Товарищеский матч |
| 6. | 15 ноября 1980   | Вена             | Албания           | 1-0  | 5-0       | ОЧМ-1982          |
| 7. | 1 июля 1982      | Мадрид           | Северная Ирландия | 1-1  | 2-2       | ЧМ-1982           |
| 8. | 17 ноября 1982   | Вена             | Турция            | 2-0  | 4-0       | ОЧЕ-1984          |
| 9. | 17 мая 1983      | Вена             | СССР              | 2-2  | 2-2       | Товарищеский матч |

## Смерть
У Пеццая были проблемы с кровообращением; несколько раз он терял сознание во время игр и тренировок. После очередного такого инцидента в январе 1990 года Бруно прошёл медицинское обследование, которое выявило некоторые проблемы с сердцем, но, по мнению врачей, они были не очень серьёзными. Спустя несколько месяцев Пеццай завершил карьеру.
31 декабря 1994 года Пеццай принимал участие в любительской хоккейной игре в Инсбруке. За пять минут до конца игры у него произошёл сердечный приступ. Несмотря на своевременно оказанную помощь, спустя два часа Пеццай скончался в клинике Инсбрукского университета.

## Достижения
Обладатель Кубка УЕФА (1):
- 1979/80

Чемпион Австрии (4):
- 1974/75, 1976/77, 1988/89, 1989/90

Обладатель Кубка Австрии (2):
- 1974/75, 1988/89

Обладатель Кубка ФРГ (1):
- 1980/81